# María Sefidari
María Sefidari Huici (Madrid, 1982) es una psicòloga, professora i especialista en comunicació i cultura digital espanyola. Experta en gestió cooperativa i producció cultural a internet i activista del coneixement i la cultura lliure. Des del 20 de juliol de 2018 és presidenta de la Fundació Wikimedia.
Llicenciada en Psicologia per la Universitat Complutense de Madrid, i amb un màster en Direcció i Turisme a la facultat d'Empreses de la mateixa universitat, fou becària de lideratge femení de Techweek el 2014. Començà a col·laborar en els projectes de la Fundació Wikimedia el 2006 i des d'aleshores ha exercit diferents funcions a tot el moviment de Wikimedia. Fou membre fundadora de Wikimedia España i del Grup d'usuàries Wikimujeres, i també va crear el Wikiprojecte LGBT a la Wikipedia en espanyol. Ha estat membre de diversos comitès de govern de Wikimedia, inclosos els comitès d'afiliació i subvencions de participació individual. Exerceix de professora del màster en Comunicacions Digitals, Cultura i Ciutadania de la Universitat Rey Juan Carlos al Medialab-Prado,. on continua com a investigadora. Fou membre de la directiva de la Fundació Wikimedia des del 2013 fins al 2015, i de nou en 2016, servint des del 2018 com a presidenta després de dos mandats com a vicepresidenta. Els seus interessos se centren en la utilitat pública de la informació, la governança d'internet, l'equitat del coneixement i reimaginar com serà l'internet del futur.